# I Surrender Dear
"I Surrender Dear" là ca khúc do Harry Barris soạn nhạc với lời của Gordon Clifford. Bài hát được Bing Crosby trình diễn lần đầu tiên trong phim I Surrender Dear (1931) và trở thành ca khúc solo nổi tiếng đầu tiên của ông. Nó được nhiều ca sĩ hát lại, ca sĩ nhạc jazz đầu tiên thu âm bài hát này là Louis Armstrong vào năm 1931.

## Thể hiện
- Bing Crosby – soundtrack I Surrender Dear (1931)
- Django Reinhardt – Django in Rome 1949/1950 (1950)
- Nat King Cole – Penthouse Serenade (1952)
- Herman's Norwegian Jazz group Soloist: Rowland Greenberg - thu âm vào ngày 3 tháng 12 năm 1954 và phát hành lại trên đĩa mở rộng Odeon GEON 2
- Ray Charles – The Great Ray Charles (1957)
- Thelonious Monk – Brilliant Corners (1957)
- Terry Snyder and the All Stars – Persuasive Percussion (1959)
- Paul Gonsalves – Gettin' Together! (1960)
- Aretha Franklin – The Electrifying Aretha Franklin (1962)
- Thelonious Monk – Solo Monk (1965)
- Count Basie – Basie Swingin' Voices Singin' (1966)
- Julie London – Nice Girls Don't Stay for Breakfast (1967)
- Ella Fitzgerald – Jazz at Santa Monica Civic '72 (1972)
- Roy Eldridge – Roy Eldridge 4 - Montreux '77 (1977)
- Chet Atkins và Les Paul – Guitar Monsters (1978)
- Abdullah Ibrahim – Autobiography (1978)
- Madonna và Jennifer Grey – soundtrack Bloodhounds of Broadway (1989)